# Praeglobigerina
Praeglobigerina es un género de foraminífero planctónico invalidado, aunque considerado perteneciente a la Subfamilia Hedbergellinae, de la Familia Hedbergellidae, de la Superfamilia Rotaliporoidea, del Suborden Globigerinina y del Orden Globigerinida. Su rango cronoestratigráfico abarcaba desde el Aptiense (Cretácico inferior) hasta el Cenomaniense (Cretácico superior).

## Discusión
El nombre Praeglobigerina fue introducido como un nombre informal, y por tanto debe ser considerado como nomen nudum e invalidado según los Art. 11 y 16 del ICZN. Sus especies son incluidas normalmente en los géneros Hedbergella y/o Praeglobotruncana, por lo que podría tratarse de un sinónimo invalidado de alguno de estos géneros. Clasificaciones posteriores incluirían Praeglobigerina en la superfamilia Globigerinoidea.

## Clasificación
Praeglobigerina incluía a las siguientes especies:
- Praeglobigerina delrioensis †, aceptada como Hedbergella delrioensis
- Praeglobigerina turbinata †